# Hedysarum microcalyx
Hedysarum microcalyx är en ärtväxtart som beskrevs av John Gilbert Baker. Hedysarum microcalyx ingår i släktet buskväpplingar, och familjen ärtväxter. Inga underarter finns listade i Catalogue of Life.